# Бертри
Бертри (фр. Bertry) насеље је и општина у североисточној Француској у региону Север-Па д Кале, у департману Север која припада префектури Камбре.
По подацима из 2011. године у општини је живело 2.222 становника, а густина насељености је износила 260,19 становника/km². Општина се простире на површини од 8,54 km². Налази се на средњој надморској висини од 131 метар (максималној 152 m, а минималној 119 m).

## Демографија
| 1962. | 1968. | 1975. | 1982. | 1990. | 1999. | 2011. |
| ----- | ----- | ----- | ----- | ----- | ----- | ----- |
| 2.395 | 2.526 | 2.295 | 2.089 | 2.119 | 2.257 | 2.222 |

График промене броја становника у току последњих година